# Nördtjärnen (Dorotea socken, Lappland)
Nördtjärnen är en sjö i Dorotea kommun i Lappland och ingår i Ångermanälvens huvudavrinningsområde.